# وحدت (لخش)
وحدت شهرکی در کشور تاجیکستان و مرکز ناحیهٔ لخش در منطقهٔ «ناحیه‌های تابع جمهوری» می‌باشد. جمعیت این شهرک ۶٬۴۰۰ نفر است.